# عبد المؤمن بن علي
عبد المؤمن بن علي الكومي (487هـ/ 1094م - 558هـ / 1163م)، من مواليد قرية تاجرا في ندرومة في ساحل تلمسان، من قبلية كومية البربرية، هو مؤسس دولة الموحدين بعد الدعوة الدينية التي تزعمها ابن تومرت ضد المرابطين، وحكمها من مدينة مراكش من سنة 1147 م حتى 1163م. طبق ما أخذه من سلفه من فقه ظاهري وفكر أشعري، فكان أول من وحّد كامل المغرب العربي فحكمها دولة واحدة هي والأندلس وجعلها تحت عقيدة واحدة وتحت حكومة واحدة. توفي في مدينة سلا.

## حياته

### نسبه و مولده
هناك بعض الاختلاف في نسبه، فحسب عبد الرحمن ابن خلدون هو عبد المؤمن بن علي بن مخلوف بن يعلى بن مروان بن نصر بن علي بن عامر بن الأسر بن موسى بن عبد الله بن يحيى بن وريغ من صطفور بن يقور بن مطماط بن هودج، أبو محمد الكومي، فيما ذكر نسبه غير واحد من المؤرخين لدولته أُشير إليه في مخطوط مفاخر البربر على النحور التالي : هو عبد المؤمن بن علي بن علو بن يعلى بن نزار بن نصر بن علي بن عامر بن الأمير بن موسى بن عون الله بن يحيى بن ورزايع بن سطفور بن نفور بن مطماط بن هودج بن قيس عيلان بن مضر، ونقل هذا النسب حسب الكاتب من خط محمد بن عبد الواحد بن يوسف بن عبد المؤمن. ويعرف بالكومي أو الندرومي أو التلمساني نسبة إلى مسقط رأسه.
ولد عبد المؤمن عام 487هـ/ 1094م في قرية تاجرا الواقعة في مدينة ندرومة في ساحل تلمسان وَسَط جبال ترارة.

## تعليمه
تعلم في مدينة تلمسان مبادئ القراءة والكتابة، ودرس شيئا من الفقه والسيرة النبوية، كانت المدينة من حواضر العلم آنذاك، وتلقى العلم على عدد من كبار العلماء، في مقدمتهم الشيخ «عبد السلام التونسي» إمام عصره في الفقه والحديث والتفسير، ثم استعد للرحلة إلى المشرق؛ طلبا للمزيد من المعرفة. وقبل الرحيل سمع بوجود فقيه جليل يتحدث الناس عن علمه الغزير، فاشتاق إلى رؤيته، فاتجه إليه حيث يقيم في بلدة «ملالة» القريبة من بجاية عاصمة الدولة الحمادية. وفي هذا اللقاء أُعجب عبد المؤمن بشخصية ابن تومرت وغزارة علمه وقدرته على حشد الأنصار والأتباع، وتخلى عن فكرة السفر إلى المشرق، ولزم ابن تومرت، ودرس على يديْه، وكان عالما كبيرا وفقيها متبحرا، ودرس في بلاد المغرب الكبير، ورحل إلى المشرق، وقابل العلماء، وأخذ عنهم، ثم توثقت الصلة بين الرجلين، ثم غادرا ملالة، واتجها إلى فاس، وفي أثناء الرحلة لم يكف المهدى عن الأمر بالمعروف والنهي عن المنكر، حتى وصل إلى مدينة فاس، فأقام بها يدرّس العلم إلى سنة (514 هـ/1120 م)، ثم ارتحل ومعه عبد المؤمن بن علي الكومي، إلى مراكش عاصمة دولة المرابطين، فأقاما بها في (ربيع الأول 515 هـ/1121 م).

## سقوط دولة المرابطين
ويعود سبب تسمية عبد المؤمن بلقب أمير المؤمنين خلال الإعداد لمعركة البحيرة سنة 524 هـ، حيث أمَّرابن تومرت على جيش الموحدين عبد المؤمن فقال:
| عبد المؤمن بن علي | أنتم المؤمنون وهذا أميركم | عبد المؤمن بن علي |

رأى عبد المؤمن أن الفرصة قد سنحت للقضاء على المرابطين، فآثر أن يسرع في ذلك، وأن يبدأ بمهاجمتهم في قلب دولتهم، فجهز جيشًا عظيمًا لهذا الغرض، وخرج به من قاعدته «تينمل» سنة (534 هـ/1140 م)، واتجه إلى شرق المغرب الأقصى وجنوبه الشرقي؛ لإخضاع القبائل لدعوته، بعيدًا عن مراكش مركز جيش المرابطين القوي، وأنفق عبد المؤمن في غزوته الكبرى أكثر من سبع سنوات متصلة، أبدى فيها ضروبًا من الحيل الحربية والمهارة العسكرية؛ وهو ما جعل الجيش المرابطي يحل به الوهن دون أن يلتقي معه في لقاءات حاسمة ومعارك فاصلة.
في أثناء هذه الغزوة توفي علي بن يوسف سلطان دولة المرابطين سنة (537 هـ/1142 م) وخلفه ابنه تاشفين، لكنه لم يتمكن من مقاومة جيش عبد المؤمن، الذي تمكن من دخول تلمسان سنة (539 هـ=1144)، فتراجع تاشفين، إلى مدينة «وهران»، فلحقه جيش الموحدين، وحاصروا المدينة وأشعلوا النيران على باب حصنها، ولما حاول تاشفين الهروب من الحصن سقط من على فرسه ميتًا في (27 من رمضان 539 هـ/23 من مارس 1145 م)، ودخل الموحدون مدينة وهران، وقتلوا من كان بها من المرابطين.
بعد وهران تطلع عبد المؤمن إلى فتح مدينة فاس، فاتجه إليها، وضرب حولها حصارًا شديدًا، ظل سبعة أشهر، وعانى أهلها من قسوة الحصار، واضطر واليها إلى التسليم فدخلها الموحدون في (14 من ذي القعدة 540 هـ/5 من مايو 1145 م).
ثم دخلت كل من مدينتي سبتة وسلا في طاعة دولة الموحدين قبل أن يتجهوا إلى مراكش لفتحها، وكان يعتصم بها إسحاق بن علي بن تاشفين، وضرب الموحدون حصارًا حول المدينة دام أكثر من تسعة أشهر، أبدى المدافعون عن المدينة ضروبًا من الشجاعة والبسالة، لكنها لم تغن عنهم شيءًا، واستولى الموحدون على المدينة في (18 من شوال 541 هـ/24 من مارس 1147 م)، وقتلوا إسحاق بن علي آخر أمراء المرابطين بعد أن وقع أسيرًا، وبذلك سقطت دولة المرابطين، وقامت دولة جديدة تحت سلطان عبد المؤمن بن علي الكومي الذي تلقب بلقب «خليفة».

## مبايعته
احتمعت في شخصية عبد المومن بن علي صفات تؤهله للخلافة مثل ما عرف عنه من فضله وعلمه ودينه وعزمه وشجاعته وحسن سياسته ورجاحة عقله، إلا أنه لا ينتمي إلى قبيلة من قبائل الموحدين. وخشية من الفتن والتفرقة اتفق العشرة والخمسون (وهم المقربون إلى المهدي بن تومرت) على خلافته لما كانوا يرون من ميل المهدي إليه وثباته عليه، فبايعوه

## منجزاته

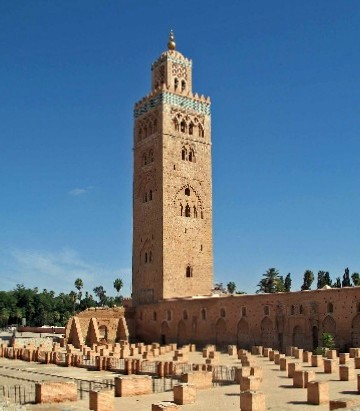
مسجد الكتبية الذي أسسه عبد المؤمن عام 1147 م في مراكش.

حكم عبد المؤمن بن علي أربعًا وثلاثين سنة تعد من أزهى عصور بلاد المغرب (شمال إفريقيا)، ورث عن ابن تومرت حركة ثائرة فحولها إلى دولة، ومد سلطانها حتى شملت بلاد المغرب كله وما بقي من الأندلس ووضع لها القواعد والنظم الإدارية التي تمكن من تسيير أمور الدولة وإدارة شئونها. ويحفظ التاريخ رسالة طويلة بعث بها عبد المؤمن إلى أهل الأندلس، تعد دستورًا لنظم الحكم الموحدية.
نظم عبد المؤمن أمور دولته وجعل لها مؤسسات، فللعدل والنظر في الشكايات وزير، ولأعمال الحرب والجهاد وزير يسمى «صاحب السيف»، وللثغور وزير، وللشرطة رئيس يسمى «الحاكم»، وجعل للكتابة والمراسلات وزيرًا من أهل الرأي والبلاغة، وكان لعبد المؤمن مجلس خاص للنظر والمشاورة يحضره الفقهاء ونواب القبائل وكبار رجال الدولة.
عني عبد المؤمن بن علي بالجيش حتى صار من أعظم الجيوش في وقته، وكان هو نفسه قائًدا عظيمًا وجنديًا ممتازًا، يشاطر جنوده مشقة الطريق وتقشف الحياة العسكرية، واجتمع له من الجيوش الجرارة ما لم يجتمع لملوك بلاد المغرب مثله، حيث حقق به انتصارات رائعة.
بالغ الموحدون (عبد المؤمن بن علي وخلفاؤه) في التعليم الإجباري، وكان على كل من انضوى تحت راية الموحدين أن يتعلّم، ولم يقتصر دور التعليم الديني على الرجال، فقد كانت النساء يشاركن الفقهاء في نهضة العلوم الدينية والدنيوية.
فقد أنشأ الموحّدون مدرسة لتعليم الملاحة بمدينة الرباط، وأخرى لتخريج الموظفين بمراكش، وكان عبد المؤمن بن علي يربي الحفّاظ ـ صغار الطلبة ـ بحفظ كتاب (الموطأ) وغير ذلك من تواليف المهدي، وكان يدخلهم في كل يوم جمعة بعد الصلاة داخل القصر فيجتمع الحفّاظ فيه، وهم نحو ثلاثة آلاف كأنهم أبناء ليلة من المصامدة وغيرهم، قصد بهم سرعة الحفظ والتربية على ما يريده، فيأخذهم يوماً بتعليم الركوب، ويوماً بالرمي بالقوس، ويوماً بالعوم في بحيرة صنعها خارج بستانه مربّعة، ويوماً يأخذهم بأن يحدّقوا على قوارب صنعها لهم في تلك البحيرة؛ وكانت نفقتهم وسائر مؤونتهم من عنده، وخيلهم وعددهم كذلك، ولما كمل له هذا المراد فيهم عزل بهم أشياخ المصامدة عن ولاية الأعمال والرئاسة وقال: العلماء أولى منكم فسلّموا لهم.
امتازت مدارس الموحّدين بالمبالغة في اختيار مشاهير الأساتذة، وعلى غرار منهج مدرسة عبد المؤمن «عبد المؤمن» جرت مناهج خلفاء الموحّدين من بعده.

## وفاته
تُوفِّي عبد المؤمن بن علي في جمادى الآخرة عام (558 هـ/1163م) بمدينة سلا. ذكر ابن أبي زرع الفاسي في كتابه (الأنيس المطرب بروض القرطاس في أخبار ملوك المغرب وتاريخ مدينة فاس) حول وفاة عبد المؤمن بن علي ما يلي:
| عبد المؤمن بن علي | فتمادى مرضه واشتد ألمه ووجعه، إلى أن توفي يوم الثلاثاء عند الفجر عاشر جمادى الاخرة 16 مايو 1163 | عبد المؤمن بن علي |

.

## من مؤلفاته
- كتاب: «الأغذية»

## معرض الصور

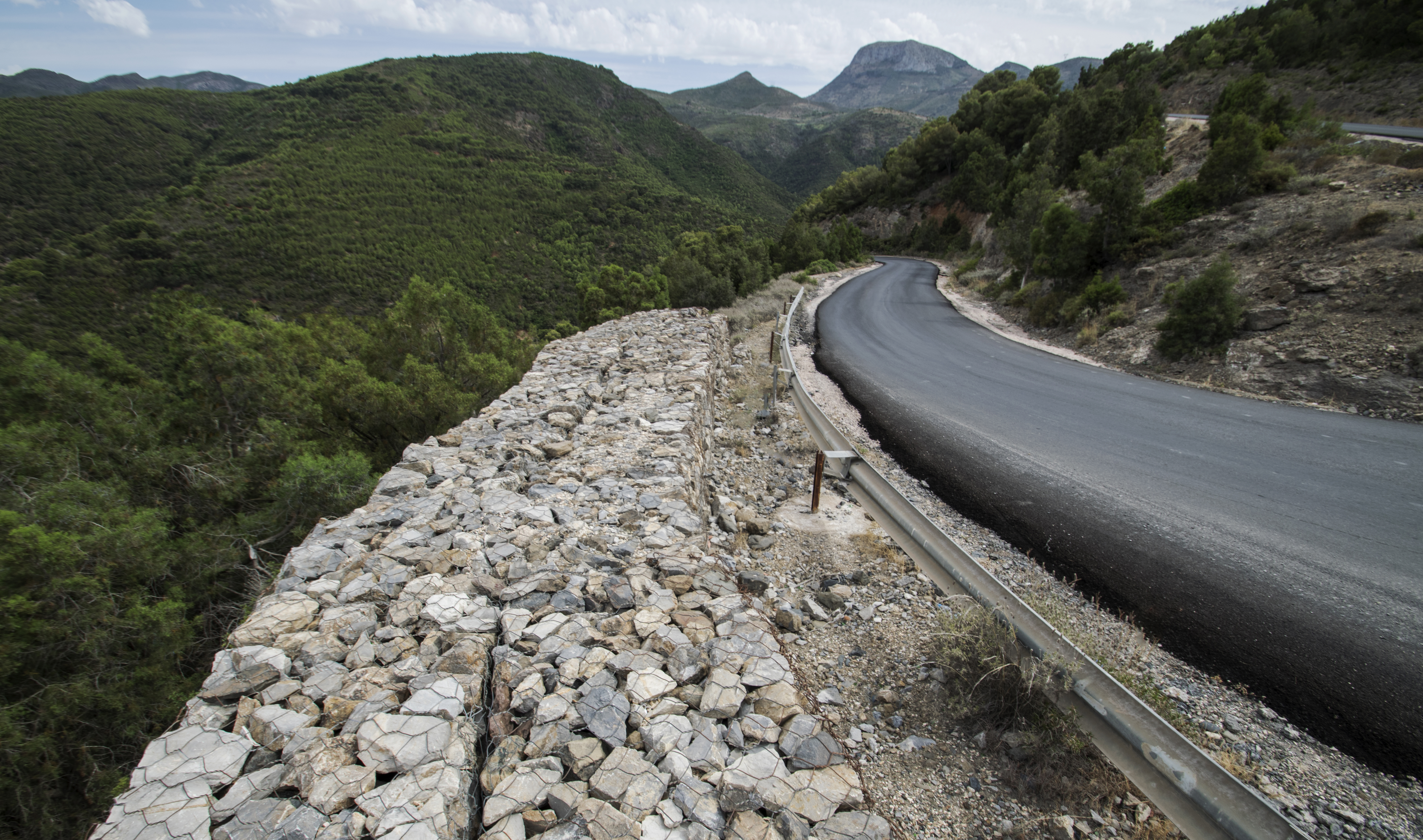
جبل تاجرة في هنين (ولاية تلمسان) بالقرب من القرية التي ولد فيها عبد المؤبن بن علي.
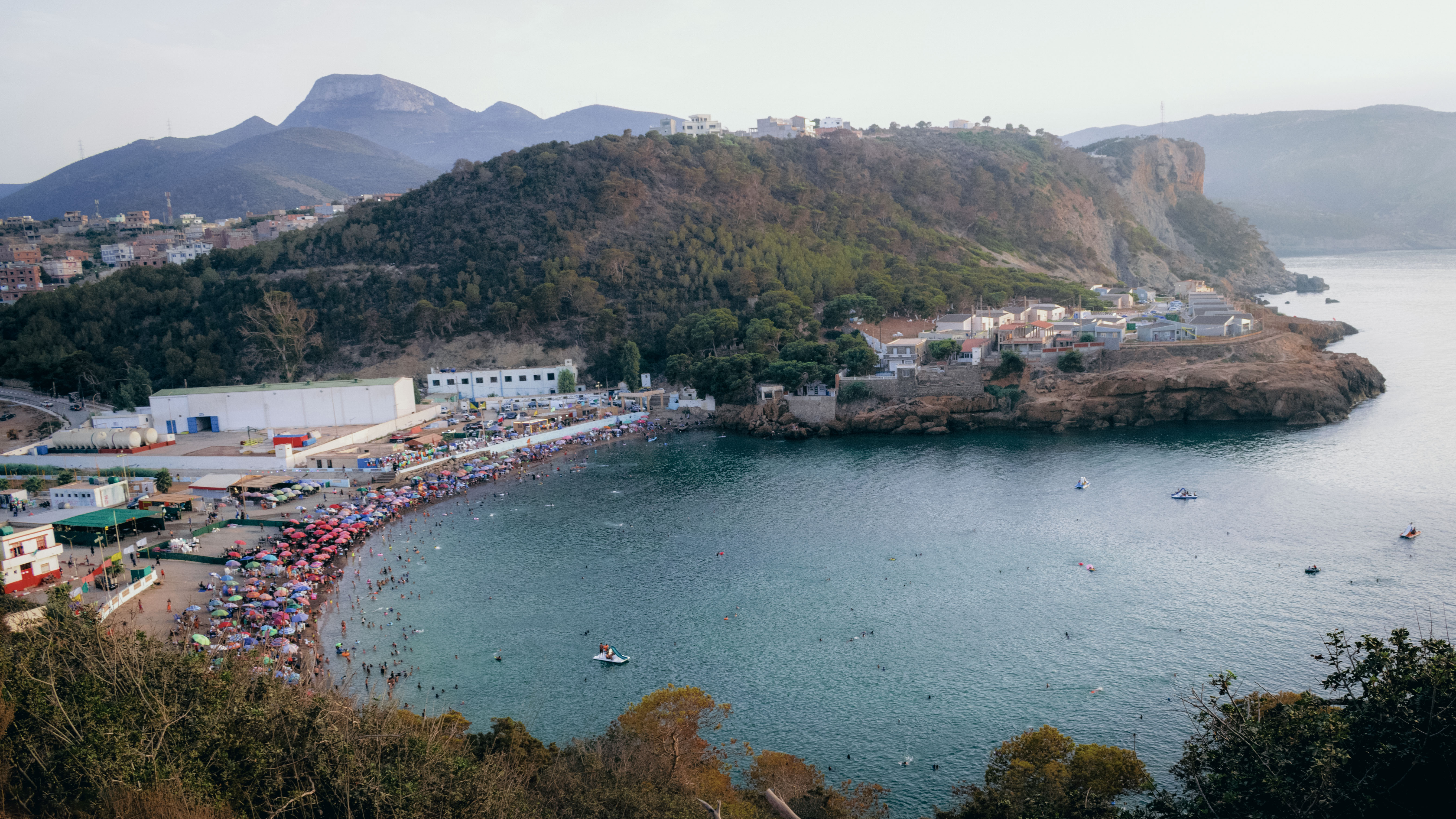
شاطئ تافسوت، في الخلفية جبال ترارة و أعلى قمة المسماة تاجرا